# 鲁斯坦帕夏清真寺
鲁斯坦帕夏清真寺是一座奥斯曼清真寺，位于土耳其伊斯坦布尔艾米诺努区的草垫织工市场（Hasırcılar Çarşısı）。

## 历史
鲁斯坦帕夏清真寺由帝国建筑师科查·米馬爾·希南为大維齊爾鲁斯坦帕夏（苏莱曼大帝的女儿米赫麗瑪蘇丹的丈夫）设计。工程始于1561年，至1563年完工。
鲁斯坦帕夏清真寺以大量绘有美丽的花卉和几何图案的精美瓷砖著称，在伊斯坦布尔没有其他清真寺这样大量使用这些瓷砖。 

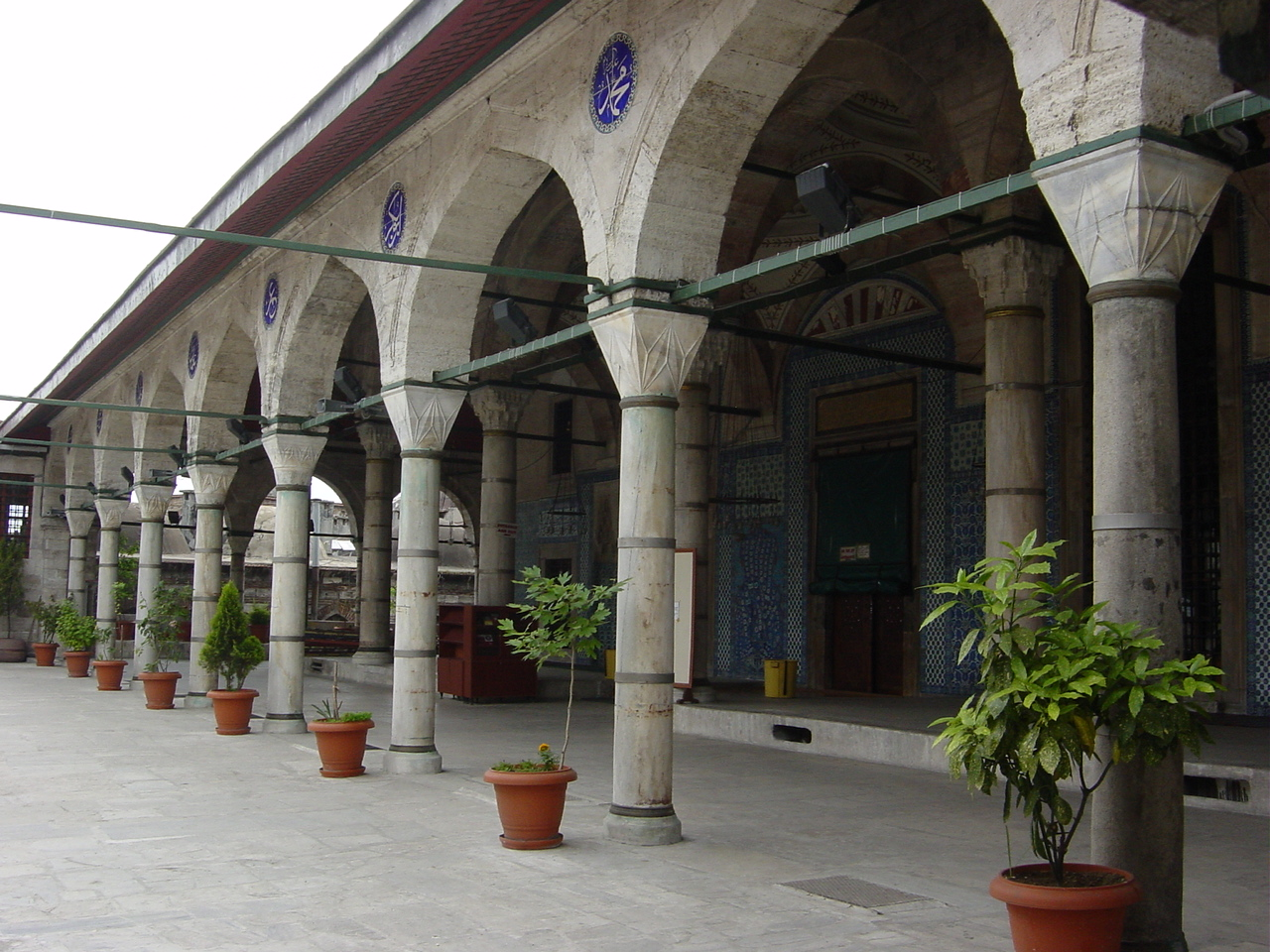
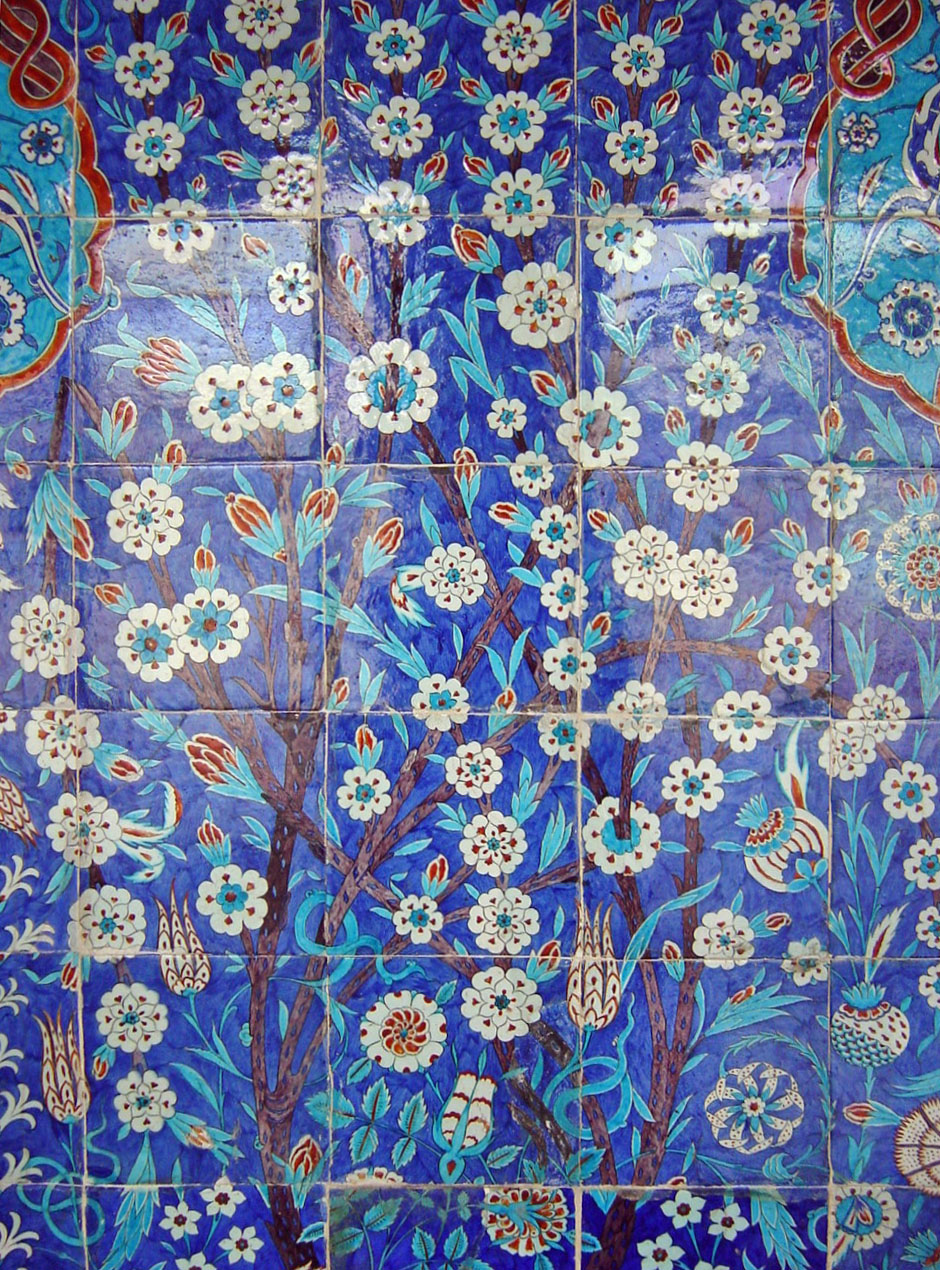
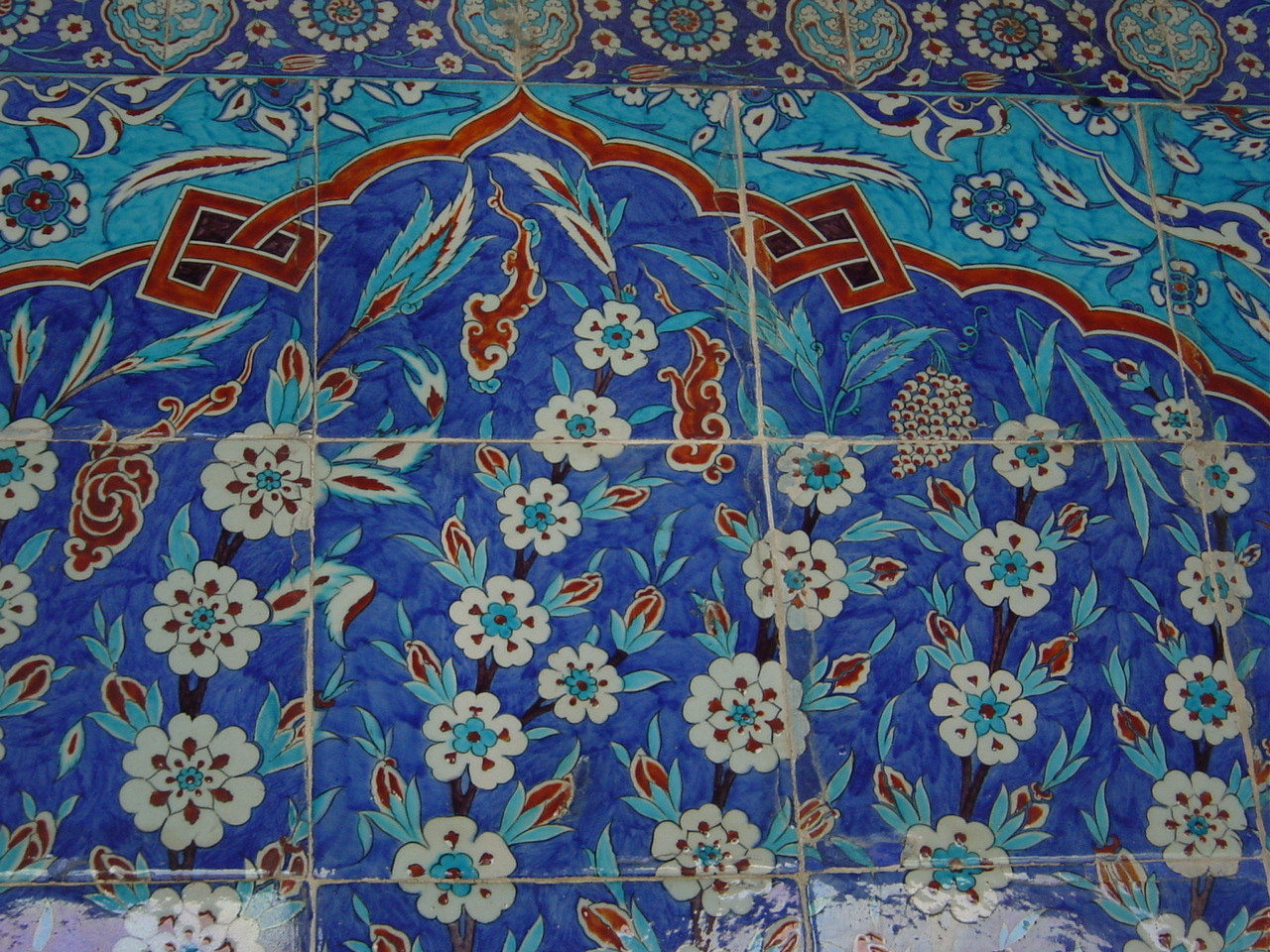
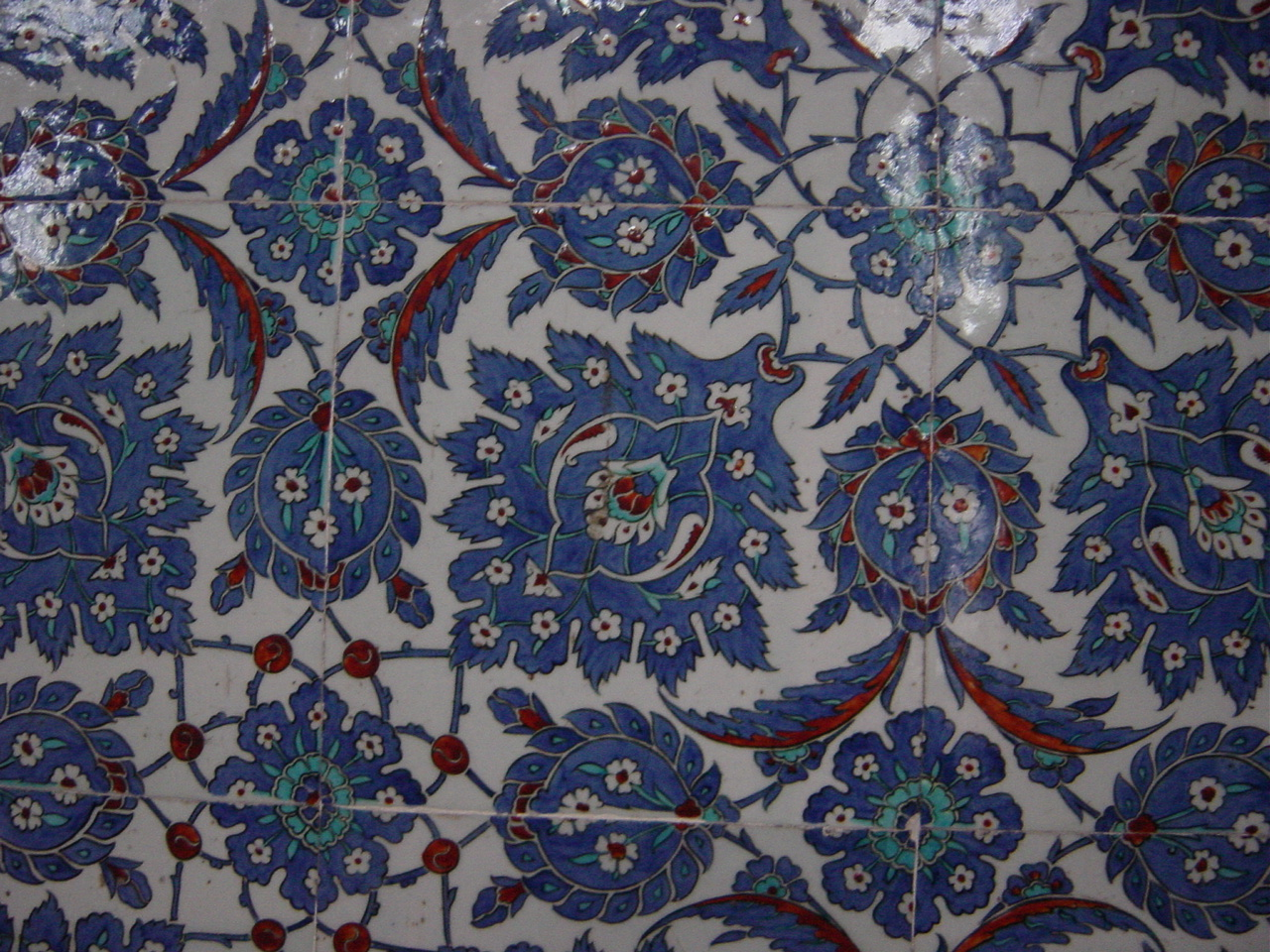
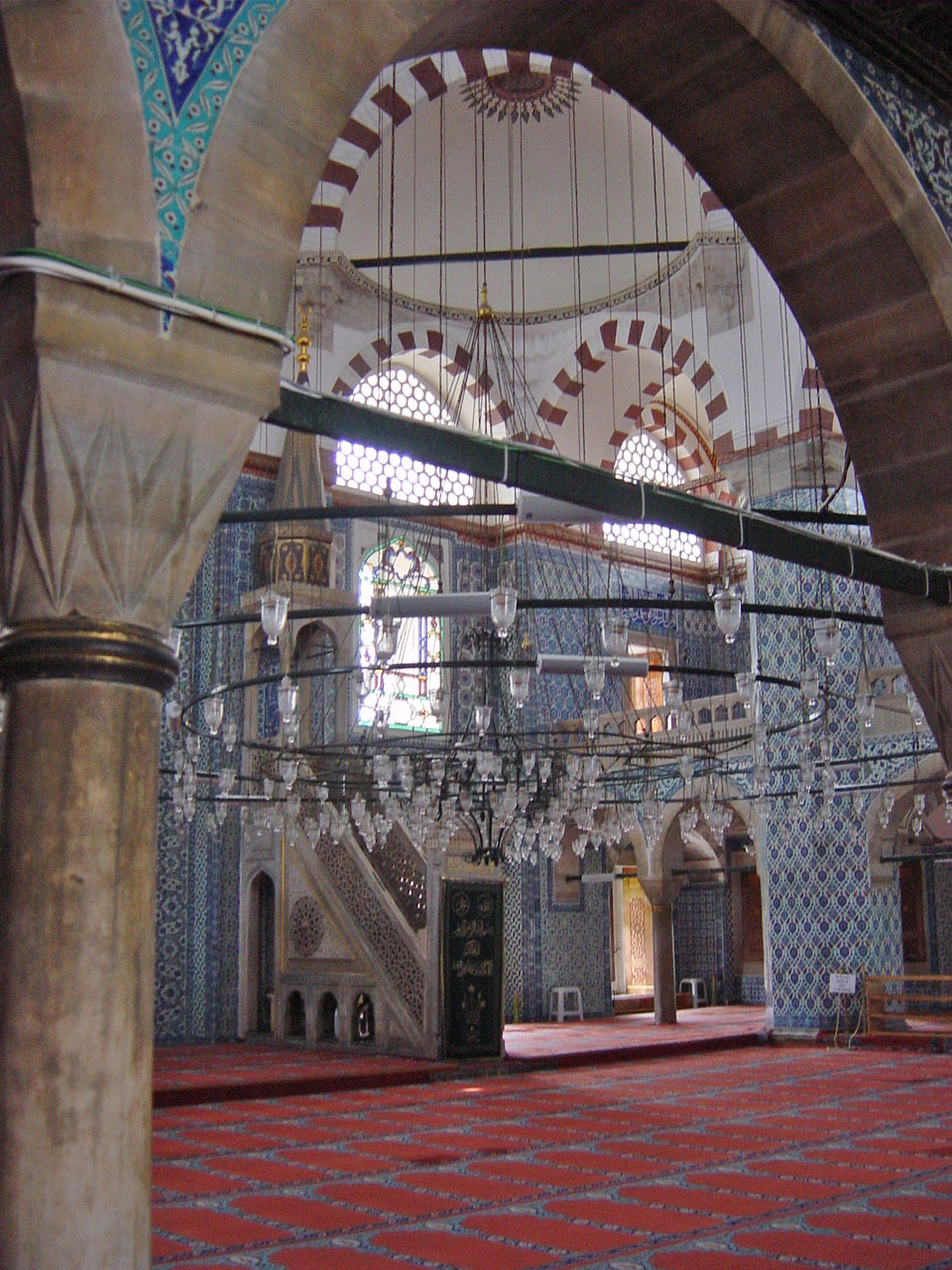
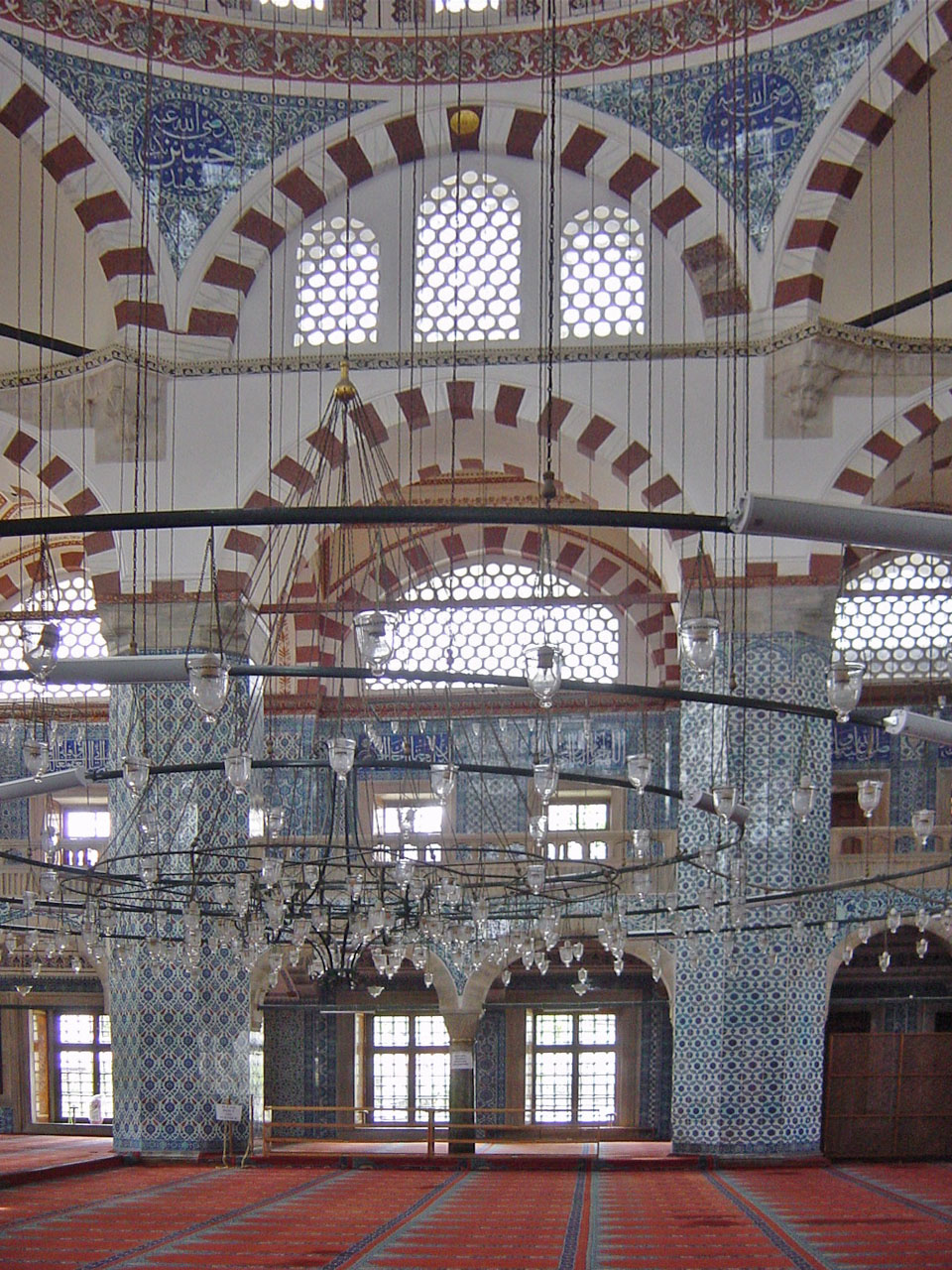
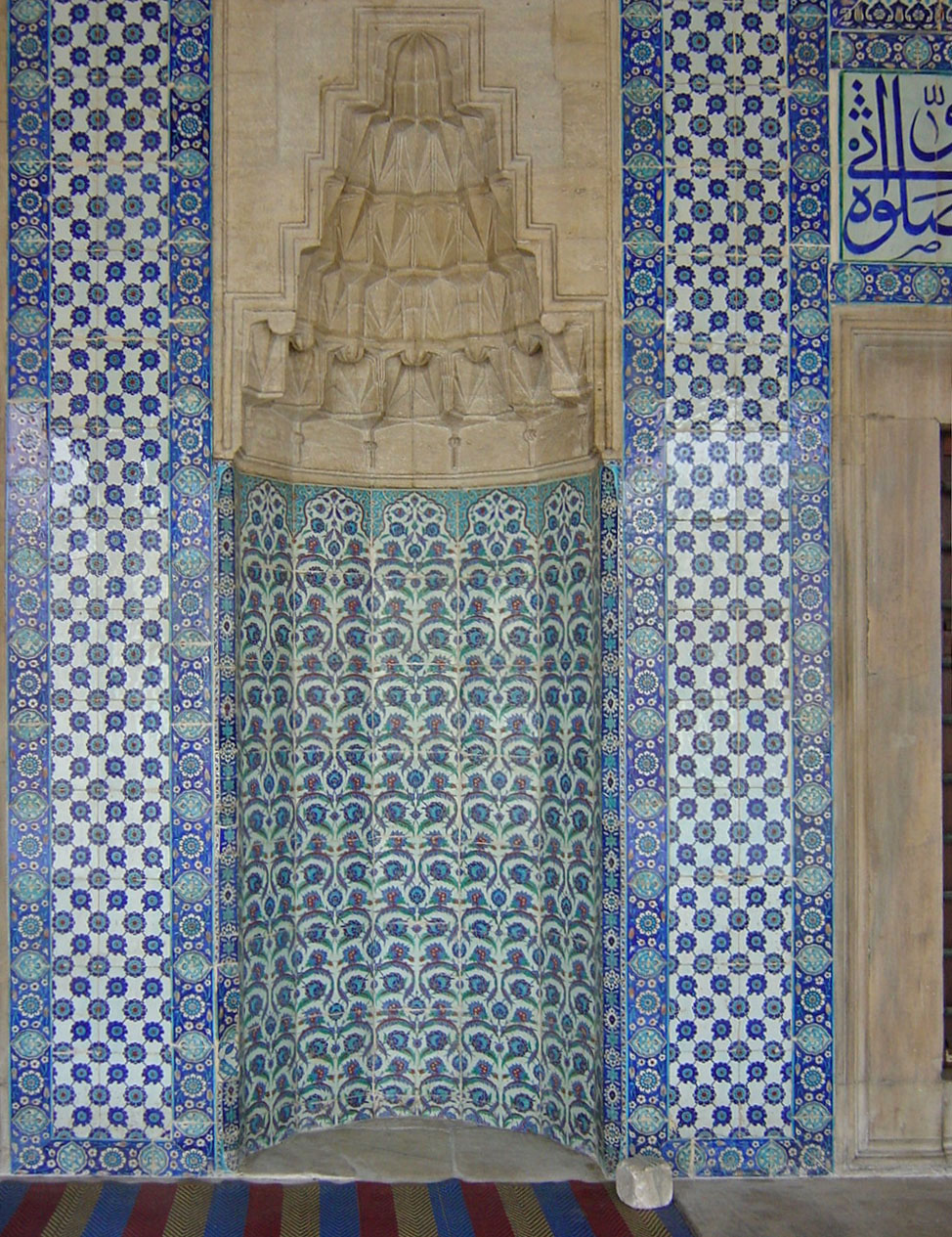

### 引用
1. ↑  Rogers, Sinan, pp. index
2. ↑  Faroqhi, Subjects of the Sultan.
3. ↑  Denny, Iznik: The Artistry of Ottoman Ceramics